# BHLHA9
BHLHA9‏ (Basic helix-loop-helix family member a9) هوَ بروتين يُشَفر بواسطة جين BHLHA9 في الإنسان.